# Trophée NHK

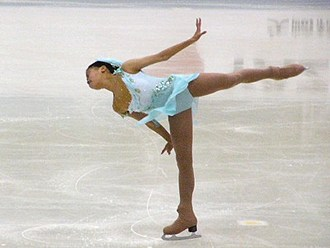
Yukina Ota au Trophée NHK 2003.

Le Trophée NHK est une compétition internationale de patinage artistique de niveau senior. Elle est organisée par la Japan Skating Federation (JSF) et la NHK qui gère les stations de radio et de télévision du service public japonais. Traditionnellement, c'est la sixième et dernière compétition du Grand Prix ISU qui a habituellement lieu à la fin novembre ou début décembre. Le lieu de la compétition change chaque année. 
Cette compétition existe depuis 1979 et est intégrée au Grand Prix ISU en 1995.

## Médaillés

### Messieurs
| Édition | Lieu                                                             | Or                                                               | Argent                                                           | Bronze                                                           |
| ------- | ---------------------------------------------------------------- | ---------------------------------------------------------------- | ---------------------------------------------------------------- | ---------------------------------------------------------------- |
| 1979    | Tokyo                                                            | Robin Cousins                                                    | Fumio Igarashi                                                   | David Santee                                                     |
| 1980    | Sapporo                                                          | Fumio Igarashi                                                   | Robert Wagenhoffer                                               | Allen Schramm                                                    |
| 1981    | Kobe                                                             | Fumio Igarashi                                                   | Norbert Schramm                                                  | Jean-Christophe Simond                                           |
| 1982    | Tokyo                                                            | Scott Hamilton                                                   | Alexandre Fadeïev                                                | Grzegorz Filipowski                                              |
| 1983    | Compétition remplacée par les championnats du monde juniors 1984 | Compétition remplacée par les championnats du monde juniors 1984 | Compétition remplacée par les championnats du monde juniors 1984 | Compétition remplacée par les championnats du monde juniors 1984 |
| 1984    | Tokyo                                                            | Alexandre Fadeïev                                                | Brian Orser                                                      | Brian Boitano                                                    |
| 1985    | Kobe                                                             | Brian Boitano                                                    | Brian Orser                                                      | Viktor Petrenko                                                  |
| 1986    | Tokyo                                                            | Angelo D'Agostino                                                | Makoto Kano                                                      | Philippe Roncoli                                                 |
| 1987    | Kushiro                                                          | Christopher Bowman                                               | Paul Wylie                                                       | Makoto Kano                                                      |
| 1988    | Tokyo                                                            | Alexandre Fadeïev                                                | Petr Barna                                                       | Kurt Browning                                                    |
| 1989    | Kobe                                                             | Viktor Petrenko                                                  | Alexandre Fadeïev                                                | Kurt Browning                                                    |
| 1990    | Asahikawa                                                        | Viktor Petrenko                                                  | Grzegorz Filipowski                                              | Vyacheslav Zahorodnyuk                                           |
| 1991    | Hiroshima                                                        | Grzegorz Filipowski                                              | Vyacheslav Zahorodnyuk                                           | Aleksey Urmanov                                                  |
| 1992    | Tokyo                                                            | Philippe Candeloro                                               | Elvis Stojko                                                     | Aleksey Urmanov                                                  |
| 1993    | Chiba                                                            | Philippe Candeloro                                               | Vyacheslav Zahorodnyuk                                           | Aleksey Urmanov                                                  |
| 1994    | Morioka                                                          | Todd Eldredge                                                    | Philippe Candeloro                                               | Vyacheslav Zahorodnyuk                                           |
| 1995    | Nagoya                                                           | Elvis Stojko                                                     | Igor Pashkevich                                                  | Philippe Candeloro                                               |
| 1996    | Kadoma                                                           | Elvis Stojko                                                     | Ilia Kulik                                                       | Dmytro Dmytrenko                                                 |
| 1997    | Nagano                                                           | Ilia Kulik                                                       | Scott Davis                                                      | Guo Zhengxin                                                     |
| 1998    | Sapporo                                                          | Evgeni Plushenko                                                 | Takeshi Honda                                                    | Andrejs Vlascenko                                                |
| 1999    | Nagoya                                                           | Evgeni Plushenko                                                 | Timothy Goebel                                                   | Ilia Klimkin                                                     |
| 2000    | Asahikawa                                                        | Evgeni Plushenko                                                 | Ilia Klimkin                                                     | Li Chengjiang                                                    |
| 2001    | Kumamoto                                                         | Takeshi Honda                                                    | Jeffrey Buttle                                                   | Ivan Dinev                                                       |
| 2002    | Kyoto                                                            | Ilia Klimkin                                                     | Takeshi Honda                                                    | Li Chengjiang                                                    |
| 2003    | Asahikawa                                                        | Jeffrey Buttle                                                   | Timothy Goebel                                                   | Gao Song                                                         |
| 2004    | Nagoya                                                           | Johnny Weir                                                      | Timothy Goebel                                                   | Frédéric Dambier                                                 |
| 2005    | Kadoma                                                           | Nobunari Oda                                                     | Evan Lysacek                                                     | Daisuke Takahashi                                                |
| 2006    | Nagano                                                           | Daisuke Takahashi                                                | Nobunari Oda                                                     | Takahiko Kozuka                                                  |
| 2007    | Sendai                                                           | Daisuke Takahashi                                                | Tomáš Verner                                                     | Stephen Carriere                                                 |
| 2008    | Tokyo                                                            | Nobunari Oda                                                     | Johnny Weir                                                      | Yannick Ponsero                                                  |
| 2009    | Nagano                                                           | Brian Joubert                                                    | Johnny Weir                                                      | Michal Březina                                                   |
| 2010    | Nagoya                                                           | Daisuke Takahashi                                                | Jeremy Abbott                                                    | Florent Amodio                                                   |
| 2011    | Sapporo                                                          | Daisuke Takahashi                                                | Takahiko Kozuka                                                  | Ross Miner                                                       |
| 2012    | Miyagi                                                           | Yuzuru Hanyu                                                     | Daisuke Takahashi                                                | Ross Miner                                                       |
| 2013    | Tokyo                                                            | Daisuke Takahashi                                                | Nobunari Oda                                                     | Jeremy Abbott                                                    |
| 2014    | Kadoma                                                           | Daisuke Murakami                                                 | Sergey Voronov                                                   | Takahito Mura                                                    |
| 2015    | Nagano                                                           | Yuzuru Hanyu                                                     | Jin Boyang                                                       | Takahito Mura                                                    |
| 2016    | Sapporo                                                          | Yuzuru Hanyu                                                     | Nathan Chen                                                      | Keiji Tanaka                                                     |
| 2017    | Osaka                                                            | Sergey Voronov                                                   | Adam Rippon                                                      | Alexei Bychenko                                                  |
| 2018    | Hiroshima                                                        | Shōma Uno                                                        | Sergey Voronov                                                   | Matteo Rizzo                                                     |
| 2019    | Sapporo                                                          | Yuzuru Hanyu                                                     | Kevin Aymoz                                                      | Roman Sadovsky                                                   |
| 2020    | Kadoma                                                           | Yuma Kagiyama                                                    | Kazuki Tomono                                                    | Lucas Tsuyoshi Honda                                             |
| 2021    | Tokyo                                                            | Shoma Uno                                                        | Vincent Zhou                                                     | Cha Jun-hwan                                                     |
| 2022    | Sapporo                                                          | Shoma Uno                                                        | Sōta Yamamoto                                                    | Cha Jun-hwan                                                     |
| 2023    | Kadoma                                                           | Yuma Kagiyama                                                    | Shoma Uno                                                        | Lukas Britschgi                                                  |
| 2024    | Tokyo                                                            | Yuma Kagiyama                                                    | Daniel Grassl                                                    | Tatsuya Tsuboi                                                   |
| 2025    | Osaka                                                            |                                                                  |                                                                  |                                                                  |

### Dames
| Édition | Lieu                                                             | Or                                                               | Argent                                                           | Bronze                                                           |
| ------- | ---------------------------------------------------------------- | ---------------------------------------------------------------- | ---------------------------------------------------------------- | ---------------------------------------------------------------- |
| 1979    | Tokyo                                                            | Emi Watanabe                                                     | Lisa-Marie Allen                                                 | Sandy Lenz                                                       |
| 1980    | Sapporo                                                          | Denise Biellmann                                                 | Katarina Witt                                                    | Melissa Thomas                                                   |
| 1981    | Kobe                                                             | Kristiina Wegelius                                               | Vikki de Vries                                                   | Charlene Wong                                                    |
| 1982    | Tokyo                                                            | Katarina Witt                                                    | Rosalynn Sumners                                                 | Tiffany Chin                                                     |
| 1983    | Compétition remplacée par les championnats du monde juniors 1984 | Compétition remplacée par les championnats du monde juniors 1984 | Compétition remplacée par les championnats du monde juniors 1984 | Compétition remplacée par les championnats du monde juniors 1984 |
| 1984    | Tokyo                                                            | Midori Ito                                                       | Debi Thomas                                                      | Juri Ozawa                                                       |
| 1985    | Kobe                                                             | Midori Ito                                                       | Cynthia Coull                                                    | Juri Ozawa                                                       |
| 1986    | Tokyo                                                            | Katarina Witt                                                    | Midori Ito                                                       | Juri Ozawa                                                       |
| 1987    | Kushiro                                                          | Katarina Witt                                                    | Midori Ito                                                       | Tonya Harding                                                    |
| 1988    | Tokyo                                                            | Midori Ito                                                       | Kristi Yamaguchi                                                 | Marina Kielmann                                                  |
| 1989    | Kobe                                                             | Midori Ito                                                       | Kristi Yamaguchi                                                 | Tonia Kwiatkowski                                                |
| 1990    | Asahikawa                                                        | Midori Ito                                                       | Tonya Harding                                                    | Larisa Zamotina                                                  |
| 1991    | Hiroshima                                                        | Midori Ito                                                       | Surya Bonaly                                                     | Chen Lu                                                          |
| 1992    | Tokyo                                                            | Surya Bonaly                                                     | Kumiko Koiwai                                                    | Yuka Sato                                                        |
| 1993    | Chiba                                                            | Surya Bonaly                                                     | Yuka Sato                                                        | Chen Lu                                                          |
| 1994    | Morioka                                                          | Chen Lu                                                          | Surya Bonaly                                                     | Junko Yaginuma                                                   |
| 1995    | Nagoya                                                           | Chen Lu                                                          | Hanae Yokoya                                                     | Olga Markova                                                     |
| 1996    | Kadoma                                                           | Maria Butyrskaya                                                 | Tonia Kwiatkowski                                                | Yulia Vorobieva                                                  |
| 1997    | Nagano                                                           | Tanja Szewczenko                                                 | Maria Butyrskaya                                                 | Chen Lu                                                          |
| 1998    | Sapporo                                                          | Tatiana Malinina                                                 | Irina Sloutskaïa                                                 | Fumie Suguri                                                     |
| 1999    | Nagoya                                                           | Maria Butyrskaya                                                 | Viktoria Volchkova                                               | Tatiana Malinina                                                 |
| 2000    | Asahikawa                                                        | Irina Sloutskaïa                                                 | Maria Butyrskaya                                                 | Tatiana Malinina                                                 |
| 2001    | Kumamoto                                                         | Tatiana Malinina                                                 | Yoshie Onda                                                      | Elena Liashenko                                                  |
| 2002    | Kyoto                                                            | Yoshie Onda                                                      | Irina Sloutskaïa                                                 | Shizuka Arakawa                                                  |
| 2003    | Asahikawa                                                        | Fumie Suguri                                                     | Elena Liashenko                                                  | Yoshie Onda                                                      |
| 2004    | Nagoya                                                           | Shizuka Arakawa                                                  | Miki Ando                                                        | Elena Sokolova                                                   |
| 2005    | Kadoma                                                           | Yukari Nakano                                                    | Fumie Suguri                                                     | Elena Liashenko                                                  |
| 2006    | Nagano                                                           | Mao Asada                                                        | Fumie Suguri                                                     | Yukari Nakano                                                    |
| 2007    | Sendai                                                           | Carolina Kostner                                                 | Sarah Meier                                                      | Nana Takeda                                                      |
| 2008    | Tokyo                                                            | Mao Asada                                                        | Akiko Suzuki                                                     | Yukari Nakano                                                    |
| 2009    | Nagano                                                           | Miki Ando                                                        | Alena Leonova                                                    | Ashley Wagner                                                    |
| 2010    | Nagoya                                                           | Carolina Kostner                                                 | Rachael Flatt                                                    | Kanako Murakami                                                  |
| 2011    | Sapporo                                                          | Akiko Suzuki                                                     | Mao Asada                                                        | Alena Leonova                                                    |
| 2012    | Miyagi                                                           | Mao Asada                                                        | Akiko Suzuki                                                     | Mirai Nagasu                                                     |
| 2013    | Tokyo                                                            | Mao Asada                                                        | Elena Radionova                                                  | Akiko Suzuki                                                     |
| 2014    | Kadoma                                                           | Gracie Gold                                                      | Alena Leonova                                                    | Satoko Miyahara                                                  |
| 2015    | Nagano                                                           | Satoko Miyahara                                                  | Courtney Hicks                                                   | Mao Asada                                                        |
| 2016    | Sapporo                                                          | Anna Pogorilaya                                                  | Satoko Miyahara                                                  | Maria Sotskova                                                   |
| 2017    | Osaka                                                            | Ievguenia Medvedeva                                              | Carolina Kostner                                                 | Polina Tsurskaya                                                 |
| 2018    | Hiroshima                                                        | Rika Kihira                                                      | Satoko Miyahara                                                  | Elizaveta Tuktamysheva                                           |
| 2019    | Sapporo                                                          | Aliona Kostornaïa                                                | Rika Kihira                                                      | Alina Zagitova                                                   |
| 2020    | Kadoma                                                           | Kaori Sakamoto                                                   | Wakaba Higuchi                                                   | Rino Matsuike                                                    |
| 2021    | Tokyo                                                            | Kaori Sakamoto                                                   | Mana Kawabe                                                      | You Young                                                        |
| 2022    | Sapporo                                                          | Kim Ye-lim                                                       | Kaori Sakamoto                                                   | Rion Sumiyoshi                                                   |
| 2023    | Kadoma                                                           | Ava Ziegler                                                      | Lindsay Thorngren                                                | Nina Pinzarrone                                                  |
| 2024    | Tokyo                                                            | Kaori Sakamoto                                                   | Mone Chiba                                                       | Yuna Aoki                                                        |
| 2025    | Osaka                                                            |                                                                  |                                                                  |                                                                  |

### Couples
| Édition | Lieu                                                             | Or                                                               | Argent                                                           | Bronze                                                           |
| ------- | ---------------------------------------------------------------- | ---------------------------------------------------------------- | ---------------------------------------------------------------- | ---------------------------------------------------------------- |
| 1979    | Tokyo                                                            | Irina Vorobieva / Igor Lisovski                                  | Vicki Heasley / Robert Wagenhoffer                               | Sheryl Franks / Michael Botticelli                               |
| 1980    | Sapporo                                                          | Barbara Underhill / Paul Martini                                 | Maria DiDomenico / Burt Lancon                                   | Toshimi Ito / Takashi Mura                                       |
| 1981    | Kobe                                                             | Kitty Carruthers / Peter Carruthers                              | Birgit Lorenz / Knut Schubert                                    | Maria DiDomenico / Burt Lancon                                   |
| 1982    | Tokyo                                                            | Barbara Underhill / Paul Martini                                 | Irina Vorobieva / Igor Lisovski                                  | Marina Avstriskaya / Yuri Kvashnin                               |
| 1983    | Compétition remplacée par les championnats du monde juniors 1984 | Compétition remplacée par les championnats du monde juniors 1984 | Compétition remplacée par les championnats du monde juniors 1984 | Compétition remplacée par les championnats du monde juniors 1984 |
| 1984    | Tokyo                                                            | Veronika Pershina / Marat Akbarov                                | Birgit Lorenz / Knut Schubert                                    | Cynthia Coull / Mark Rowsom                                      |
| 1985    | Kobe                                                             | Gillian Wachsman / Todd Waggoner                                 | Veronika Pershina / Marat Akbarov                                | Denise Benning / Lyndon Johnston                                 |
| 1986    | Tokyo                                                            | Ielena Valova / Oleg Vassiliev                                   | Jill Watson / Peter Oppegard                                     | Natalie Seybold / Wayne Seybold                                  |
| 1987    | Kushiro                                                          | Elena Leonova / Guennadi Krasnitski (en)                         | Gillian Wachsman / Todd Waggoner                                 | Katy Keely / Joseph Mero                                         |
| 1988    | Tokyo                                                            | Larisa Seleznyova / Oleg Makarov                                 | Elena Bechke / Denis Petrov                                      | Kristi Yamaguchi / Rudy Galindo                                  |
| 1989    | Kobe                                                             | Ekaterina Gordeeva / Sergueï Grinkov                             | Larisa Seleznyova / Oleg Makarov                                 | Christine Hough / Doug Ladret                                    |
| 1990    | Asahikawa                                                        | Elena Bechke / Denis Petrov                                      | Isabelle Brasseur / Lloyd Eisler                                 | Natalia Mishkutenok / Artur Dmitriev                             |
| 1991    | Hiroshima                                                        | Evgenia Shishkova / Vadim Naumov                                 | Radka Kovaříková / René Novotný                                  | Marina Eltsova / Andrei Bushkov                                  |
| 1992    | Tokyo                                                            | Evgenia Shishkova / Vadim Naumov                                 | Marina Eltsova / Andrei Bushkov                                  | Calla Urbanski / Rocky Marval                                    |
| 1993    | Chiba                                                            | Isabelle Brasseur / Lloyd Eisler                                 | Radka Kovaříková / René Novotný                                  | Yukiko Kawasaki / Aleksey Tikhonov                               |
| 1994    | Morioka                                                          | Marina Eltsova / Andrei Bushkov                                  | Radka Kovaříková / René Novotný                                  | Mandy Wötzel / Ingo Steuer                                       |
| 1995    | Nagoya                                                           | Evgenia Shishkova / Vadim Naumov                                 | Mandy Wötzel / Ingo Steuer                                       | Natalia Krestianinova / Alexei Torchinski                        |
| 1996    | Kadoma                                                           | Jenni Meno / Todd Sand                                           | Evgenia Shishkova / Vadim Naumov                                 | Kyoko Ina / Jason Dungjen                                        |
| 1997    | Nagano                                                           | Shen Xue / Zhao Hongbo                                           | Jenni Meno / Todd Sand                                           | Peggy Schwarz / Mirko Müller                                     |
| 1998    | Sapporo                                                          | Elena Berejnaïa / Anton Sikharulidze                             | Shen Xue / Zhao Hongbo                                           | Jamie Salé / David Pelletier                                     |
| 1999    | Nagoya                                                           | Maria Petrova / Aleksey Tikhonov                                 | Sarah Abitbol / Stéphane Bernadis                                | Dorota Zagórska / Mariusz Siudek                                 |
| 2000    | Asahikawa                                                        | Shen Xue / Zhao Hongbo                                           | Sarah Abitbol / Stéphane Bernadis                                | Maria Petrova / Aleksey Tikhonov                                 |
| 2001    | Kumamoto                                                         | Shen Xue / Zhao Hongbo                                           | Maria Petrova / Aleksey Tikhonov                                 | Dorota Zagórska / Mariusz Siudek                                 |
| 2002    | Kyoto                                                            | Shen Xue / Zhao Hongbo                                           | Dorota Zagórska / Mariusz Siudek                                 | Anabelle Langlois / Patrice Archetto                             |
| 2003    | Asahikawa                                                        | Maria Petrova / Aleksey Tikhonov                                 | Anabelle Langlois / Patrice Archetto                             | Dorota Zagórska / Mariusz Siudek                                 |
| 2004    | Nagoya                                                           | Maria Petrova / Aleksey Tikhonov                                 | Pang Qing / Tong Jian                                            | Dorota Zagórska / Mariusz Siudek                                 |
| 2005    | Kadoma                                                           | Zhang Dan / Zhang Hao                                            | Aljona Savchenko / Robin Szolkowy                                | Utako Wakamatsu / Jean-Sébastien Fecteau                         |
| 2006    | Nagano                                                           | Shen Xue / Zhao Hongbo                                           | Zhang Dan / Zhang Hao                                            | Valérie Marcoux / Craig Buntin                                   |
| 2007    | Sendai                                                           | Aljona Savchenko / Robin Szolkowy                                | Keauna McLaughlin / Rockne Brubaker                              | Jessica Dubé / Bryce Davison                                     |
| 2008    | Tokyo                                                            | Pang Qing / Tong Jian                                            | Rena Inoue / John Baldwin                                        | Jessica Dubé / Bryce Davison                                     |
| 2009    | Nagano                                                           | Pang Qing / Tong Jian                                            | Yuko Kavaguti / Alexandre Smirnov                                | Rena Inoue / John Baldwin                                        |
| 2010    | Nagoya                                                           | Pang Qing / Tong Jian                                            | Vera Bazarova / Yuri Larionov                                    | Narumi Takahashi / Mervin Tran                                   |
| 2011    | Sapporo                                                          | Yuko Kavaguti / Alexandre Smirnov                                | Narumi Takahashi / Mervin Tran                                   | Aljona Savchenko / Robin Szolkowy                                |
| 2012    | Miyagi                                                           | Vera Bazarova / Yuri Larionov                                    | Kirsten Moore-Towers / Dylan Moscovitch                          | Marissa Castelli / Simon Shnapir                                 |
| 2013    | Tokyo                                                            | Tatiana Volosozhar / Maksim Trankov                              | Peng Cheng / Zhang Hao                                           | Wenjing Sui / Cong Han                                           |
| 2014    | Kadoma                                                           | Meagan Duhamel / Eric Radford                                    | Yuko Kavaguti / Alexandre Smirnov                                | Yu Xiaoyu / Jin Yang                                             |
| 2015    | Nagano                                                           | Meagan Duhamel / Eric Radford                                    | Yu Xiaoyu / Jin Yang                                             | Alexa Scimeca / Chris Knierim                                    |
| 2016    | Sapporo                                                          | Meagan Duhamel / Eric Radford                                    | Peng Cheng / Jin Yang                                            | Wang Xuehan / Wang Lei                                           |
| 2017    | Osaka                                                            | Sui Wenjing / Han Cong                                           | Ksenia Stolbova / Fedor Klimov                                   | Kristina Astakhova / Alexei Rogonov                              |
| 2018    | Hiroshima                                                        | Natalia Zabiiako / Aleksandr Enbert                              | Peng Cheng / Jin Yang                                            | Alexa Scimeca Knierim / Chris Knierim                            |
| 2019    | Sapporo                                                          | Sui Wenjing / Han Cong                                           | Kirsten Moore-Towers / Michael Marinaro                          | Anastasia Mishina / Aleksandr Galliamov                          |
| 2020    | Kadoma                                                           | Pas de compétition                                               | Pas de compétition                                               | Pas de compétition                                               |
| 2021    | Tokyo                                                            | Anastasia Mishina / Aleksandr Galliamov                          | Evgenia Tarasova / Vladimir Morozov                              | Riku Miura / Ryuichi Kihara                                      |
| 2022    | Sapporo                                                          | Riku Miura / Ryuichi Kihara                                      | Emily Chan / Spencer Akira Howe                                  | Brooke McIntosh / Benjamin Mimar                                 |
| 2023    | Kadoma                                                           | Minerva Fabienne Hase / Nikita Volodin                           | Lucrezia Beccari / Matteo Guarise                                | Rebecca Ghilardi / Filippo Ambrosini                             |
| 2024    | Tokyo                                                            | Anastasiia Metelkina / Luka Berulava                             | Riku Miura / Ryuichi Kihara                                      | Ellie Kam / Daniel O'Shea                                        |
| 2025    | Osaka                                                            |                                                                  |                                                                  |                                                                  |

### Danse
| Édition | Lieu                                                             | Or                                                               | Argent                                                           | Bronze                                                           |
| ------- | ---------------------------------------------------------------- | ---------------------------------------------------------------- | ---------------------------------------------------------------- | ---------------------------------------------------------------- |
| 1979    | Tokyo                                                            | Irina Moïsseïeva / Andrei Minenkov                               | Jayne Torvill / Christopher Dean                                 | Natalia Karamysheva / Rostislav Sinitsyn                         |
| 1980    | Sapporo                                                          | Carol Fox / Richard Dalley                                       | Karen Barber / Nicholas Slater                                   | Lillian Heming / Murray Carey                                    |
| 1981    | Kobe                                                             | Karen Barber / Nicholas Slater                                   | Natalia Karamysheva / Rostislav Sinitsyn                         | Jana Berankova / Jan Bartak                                      |
| 1982    | Tokyo                                                            | Elena Batanova / Alexei Soloviev                                 | Carol Fox                                                        | Wendy Sessions / Stephen Williams                                |
| 1983    | Compétition remplacée par les championnats du monde juniors 1984 | Compétition remplacée par les championnats du monde juniors 1984 | Compétition remplacée par les championnats du monde juniors 1984 | Compétition remplacée par les championnats du monde juniors 1984 |
| 1984    | Tokyo                                                            | Karen Barber / Nicholas Slater                                   | Elena Batanova / Alexei Soloviev                                 | Kelly Johnson / John Thomas                                      |
| 1985    | Kobe                                                             | Marina Klimova / Sergueï Ponomarenko                             | Karyn Garossino / Rod Garossino                                  | Sharon Jones / Paul Askham                                       |
| 1986    | Tokyo                                                            | Natalia Bestemianova / Andreï Boukine                            | Suzanne Semanick / Scott Gregory                                 | Kathrin Beck / Christoff Beck                                    |
| 1987    | Kushiro                                                          | Natalia Bestemianova / Andreï Boukine                            | Svetlana Liapina / Gorsha Sur                                    | Susan Wynne / Joseph Druar                                       |
| 1988    | Tokyo                                                            | Marina Klimova / Sergueï Ponomarenko                             | Maïa Oussova / Alexandre Jouline                                 | April Sargent / Russ Witherby                                    |
| 1989    | Kobe                                                             | Marina Klimova / Sergueï Ponomarenko                             | Oksana Grichtchouk / Ievgueni Platov                             | Jo-Anne Borlase / Martin Smith                                   |
| 1990    | Asahikawa                                                        | Maïa Oussova / Alexandre Jouline                                 | Klára Engi / Attila Tóth                                         | Stefania Calegari / Pasquale Camerlengo                          |
| 1991    | Hiroshima                                                        | Maïa Oussova / Alexandre Jouline                                 | Oksana Grichtchouk / Ievgueni Platov                             | Stefania Calegari / Pasquale Camerlengo                          |
| 1992    | Tokyo                                                            | Maïa Oussova / Alexandre Jouline                                 | Anzhelika Krylova / Vladimir Fedorov                             | Sophie Moniotte / Pascal Lavanchy                                |
| 1993    | Chiba                                                            | Oksana Grichtchouk / Ievgueni Platov                             | Irina Romanova / Igor Yaroshenko                                 | Aliki Stergiadu / Juris Razgulajevs                              |
| 1994    | Morioka                                                          | Sophie Moniotte / Pascal Lavanchy                                | Tatiana Navka / Samvel Gezalian                                  | Marina Anissina / Gwendal Peizerat                               |
| 1995    | Nagoya                                                           | Marina Anissina / Gwendal Peizerat                               | Shae-Lynn Bourne / Victor Kraatz                                 | Anna Semenovich / Vladimir Fedorov                               |
| 1996    | Kadoma                                                           | Sophie Moniotte / Pascal Lavanchy                                | Marina Anissina / Gwendal Peizerat                               | Irina Romanova / Igor Yaroshenko                                 |
| 1997    | Nagano                                                           | Oksana Grichtchouk / Ievgueni Platov                             | Shae-Lynn Bourne / Victor Kraatz                                 | Barbara Fusar-Poli / Maurizio Margaglio                          |
| 1998    | Sapporo                                                          | Marina Anissina / Gwendal Peizerat                               | Irina Lobatcheva / Ilia Averboukh                                | Margarita Drobiazko / Povilas Vanagas                            |
| 1999    | Nagoya                                                           | Marina Anissina / Gwendal Peizerat                               | Irina Lobatcheva / Ilia Averboukh                                | Margarita Drobiazko / Povilas Vanagas                            |
| 2000    | Asahikawa                                                        | Marina Anissina / Gwendal Peizerat                               | Margarita Drobiazko / Povilas Vanagas                            | Kati Winkler / Rene Lohse                                        |
| 2001    | Kumamoto                                                         | Marina Anissina / Gwendal Peizerat                               | Margarita Drobiazko / Povilas Vanagas                            | Albena Denkova / Maxim Staviski                                  |
| 2002    | Kyoto                                                            | Irina Lobatcheva / Ilia Averboukh                                | Kati Winkler / Rene Lohse                                        | Galit Chait / Sergei Sakhnovski                                  |
| 2003    | Asahikawa                                                        | Albena Denkova / Maxim Staviski                                  | Olena Hrushyna / Ruslan Honcharov                                | Galit Chait / Sergei Sakhnovski                                  |
| 2004    | Nagoya                                                           | Albena Denkova / Maxim Staviski                                  | Tatiana Navka / Roman Kostomarov                                 | Isabelle Delobel / Olivier Schoenfelder                          |
| 2005    | Kadoma                                                           | Marie-France Dubreuil / Patrice Lauzon                           | Albena Denkova / Maxim Staviski                                  | Anastasia Grebenkina / Vazgen Azroyan                            |
| 2006    | Nagano                                                           | Marie-France Dubreuil / Patrice Lauzon                           | Jana Khokhlova / Sergey Novitski                                 | Melissa Gregory / Denis Petukhov                                 |
| 2007    | Sendai                                                           | Isabelle Delobel / Olivier Schoenfelder                          | Tessa Virtue / Scott Moir                                        | Jana Khokhlova / Sergey Novitski                                 |
| 2008    | Tokyo                                                            | Federica Faiella / Massimo Scali                                 | Nathalie Péchalat / Fabian Bourzat                               | Emily Samuelson / Evan Bates                                     |
| 2009    | Nagano                                                           | Meryl Davis / Charlie White                                      | Sinead Kerr / John Kerr                                          | Vanessa Crone / Paul Poirier                                     |
| 2010    | Nagoya                                                           | Meryl Davis / Charlie White                                      | Kaitlyn Weaver / Andrew Poje                                     | Maia Shibutani / Alex Shibutani                                  |
| 2011    | Sapporo                                                          | Maia Shibutani / Alex Shibutani                                  | Kaitlyn Weaver / Andrew Poje                                     | Elena Ilinykh / Nikita Katsalapov                                |
| 2012    | Miyagi                                                           | Meryl Davis / Charlie White                                      | Elena Ilinykh / Nikita Katsalapov                                | Maia Shibutani / Alex Shibutani                                  |
| 2013    | Tokyo                                                            | Meryl Davis / Charlie White                                      | Anna Cappellini / Luca Lanotte                                   | Maia Shibutani / Alex Shibutani                                  |
| 2014    | Kadoma                                                           | Kaitlyn Weaver / Andrew Poje                                     | Ksenia Monko / Kirill Khaliavin                                  | Kaitlin Hawayek / Jean-Luc Baker                                 |
| 2015    | Nagano                                                           | Maia Shibutani / Alex Shibutani                                  | Ekaterina Bobrova / Dmitri Soloviev                              | Madison Hubbell / Zachary Donohue                                |
| 2016    | Sapporo                                                          | Tessa Virtue / Scott Moir                                        | Gabriella Papadakis / Guillaume Cizeron                          | Anna Cappellini / Luca Lanotte                                   |
| 2017    | Osaka                                                            | Tessa Virtue / Scott Moir                                        | Madison Hubbell / Zachary Donohue                                | Anna Cappellini / Luca Lanotte                                   |
| 2018    | Hiroshima                                                        | Kaitlin Hawayek / Jean-Luc Baker                                 | Tiffany Zahorski / Jonathan Guerreiro                            | Rachel Parsons / Michael Parsons                                 |
| 2019    | Sapporo                                                          | Gabriella Papadakis / Guillaume Cizeron                          | Aleksandra Stepanova / Ivan Bukin                                | Charlène Guignard / Marco Fabbri                                 |
| 2020    | Kadoma                                                           | Misato Komatsubara / Tim Koleto                                  | Rikako Fukase / Oliver Zhang                                     | Kana Muramoto / Daisuke Takahashi                                |
| 2021    | Tokyo                                                            | Victoria Sinitsina / Nikita Katsalapov                           | Madison Chock / Evan Bates                                       | Lilah Fear / Lewis Gibson                                        |
| 2022    | Sapporo                                                          | Laurence Fournier Beaudry / Nikolaj Sørensen                     | Madison Chock / Evan Bates                                       | Caroline Green / Michael Parsons                                 |
| 2023    | Kadoma                                                           | Lilah Fear / Lewis Gibson                                        | Charlène Guignard / Marco Fabbri                                 | Allison Reed / Saulius Ambrulevičius                             |
| 2024    | Tokyo                                                            | Madison Chock / Evan Bates                                       | Christina Carreira / Anthony Ponomarenko                         | Allison Reed / Saulius Ambrulevičius                             |
| 2025    | Osaka                                                            |                                                                  |                                                                  |                                                                  |

## Sources
- (en) [1]

- (en) [2]